# Microgobius meeki
 Microgobius meeki és una espècie de peix de la família dels gòbids i de l'ordre dels perciformes.

## Morfologia
Els mascles poden assolir els 5,4 cm de longitud total.

## Distribució geogràfica
Es troba des de Puerto Rico i Veneçuela fins a Santos (Brasil).